# 사토리

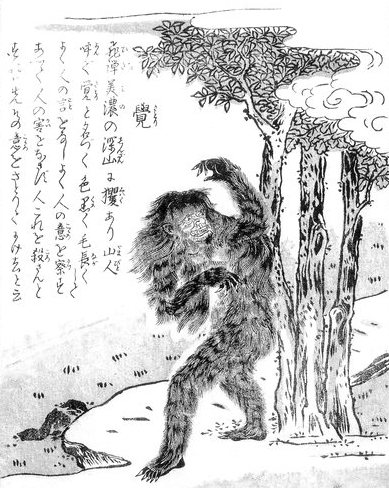
토리야마 세키엔의 『화도 백귀야행』의 사토리.

사토리(일본어: 覚, Satori)는 기후현의 산속에 살며, 사람의 마음을 간파하는 텔레파시를 가진 것으로 알려진 요괴이다.

## 같이 보기
- 빅풋